# 蘇珊 (紐約州)
蘇珊（英語：Shushan）是位於美國紐約州華盛頓縣的非建制地區。

## 歷史
蘇珊的郵局自1832年營運至今。

## 地理
蘇珊所處的海拔為高於海平面143米（即469英呎），而該地所採用的時區為UTC-5，即北美东部时区（EST）。同時該地設有夏令時間，為UTC-5調快一小時，即UTC-4（EDT）。